# Florian Thalamy
Florian Thalamy (* 12. března 1994) je francouzský fotbalový obránce, od července 2014 hráč FK Mladá Boleslav.

## Klubová kariéra
Ve Francii působil v rezervním týmu klubu AS Saint-Étienne.
V červenci 2014 odešel společně s krajanem a spoluhráčem Florianem Millou do FK Mladá Boleslav, českého klubu koučovaného trenérem Karlem Jarolímem. V 1. české lize debutoval 25. dubna 2015 v utkání proti FC Viktoria Plzeň (výhra 2:1).